# Schefflera luzoniensis
Schefflera luzoniensis är en araliaväxtart som beskrevs av Elmer Drew Merrill. Schefflera luzoniensis ingår i släktet Schefflera och familjen araliaväxter.
Artens utbredningsområde är Filippinerna. Inga underarter finns listade.